# Micromaldane jonesi
Micromaldane jonesi är en ringmaskart som beskrevs av Achari 1968. Micromaldane jonesi ingår i släktet Micromaldane och familjen Maldanidae. Inga underarter finns listade i Catalogue of Life.